# Campanet
Campanet település Spanyolországban, a Baleár-szigeteken. Campanet Pollença, Sa Pobla, Búger, Selva és Escorca községekkel határos. Lakosainak száma 2824 fő (2024).

## Népesség
A település népessége az elmúlt években az alábbi módon változott:
| Lakosok száma | 2366 | 2420 | 2507 | 2602 | 2612 | 2554 | 2507 | 2640 | 2684 | 2824 |
|               | 2001 | 2004 | 2006 | 2009 | 2011 | 2014 | 2016 | 2019 | 2021 | 2024 |